# Deruluft
La Deruluft (Deutsch-Russische Luftverkehrs A.G.) era una compagnia aerea internazionale, formata da un accordo commerciale tra la Aero Union A.G. Berlin e la delegazione commerciale dell'Unione Sovietica nell'allora Repubblica di Weimar.
Fondata nel 1921 restò attiva gestendo rotte internazionali fino alla sua chiusura, nel 1937, a causa del deterioramento dei rapporti diplomatici tra il nuovo regime nazista instauratosi in Germania dal 1933 e lo stato sovietico.

## Storia
Il termine della prima guerra mondiale vide una serie di conseguenze e limitazioni imposte dal trattato di Versailles alle nazioni sconfitte. Con la dissoluzione dell'Impero tedesco una delle nuove realtà nazionali create fu la Repubblica di Weimar che, in base al trattato, vedeva la propria industria aeronautica drasticamente ridimensionata. In quest'ambito l'aviazione commerciale tedesca ebbe un rapido sviluppo con la creazione di nuove compagnie aeree. Nel 1921 una di queste, la Aero Union A.G. Berlin, concluse un accordo commerciale con la delegazione sovietica per il commercio in Germania per la fondazione di una compagnia gestita paritariamente al 50% da capitali tedeschi e al 50% da capitali sovietici.
La nuova azienda venne fondata 24 novembre dello stesso anno ed il 1º maggio 1922 venne inaugurata la prima rotta che collegava Königsberg (poi Kaliningrad) con Mosca. Nel 1928, dal 6 giugno, venne inaugurata una nuova rotta che collegava Berlino a Leningrado (ora San Pietroburgo) via Tallinn. Entrambe le rotte verranno mantenute fino al 31 marzo 1936 quando, a causa del deterioramento dei rapporti diplomatici tra il nuovo regime nazista ed il governo sovietico, venne deciso di sospendere il trasporto, diventato definitivo con la chiusura della compagnia, nel 1937.

## Flotta

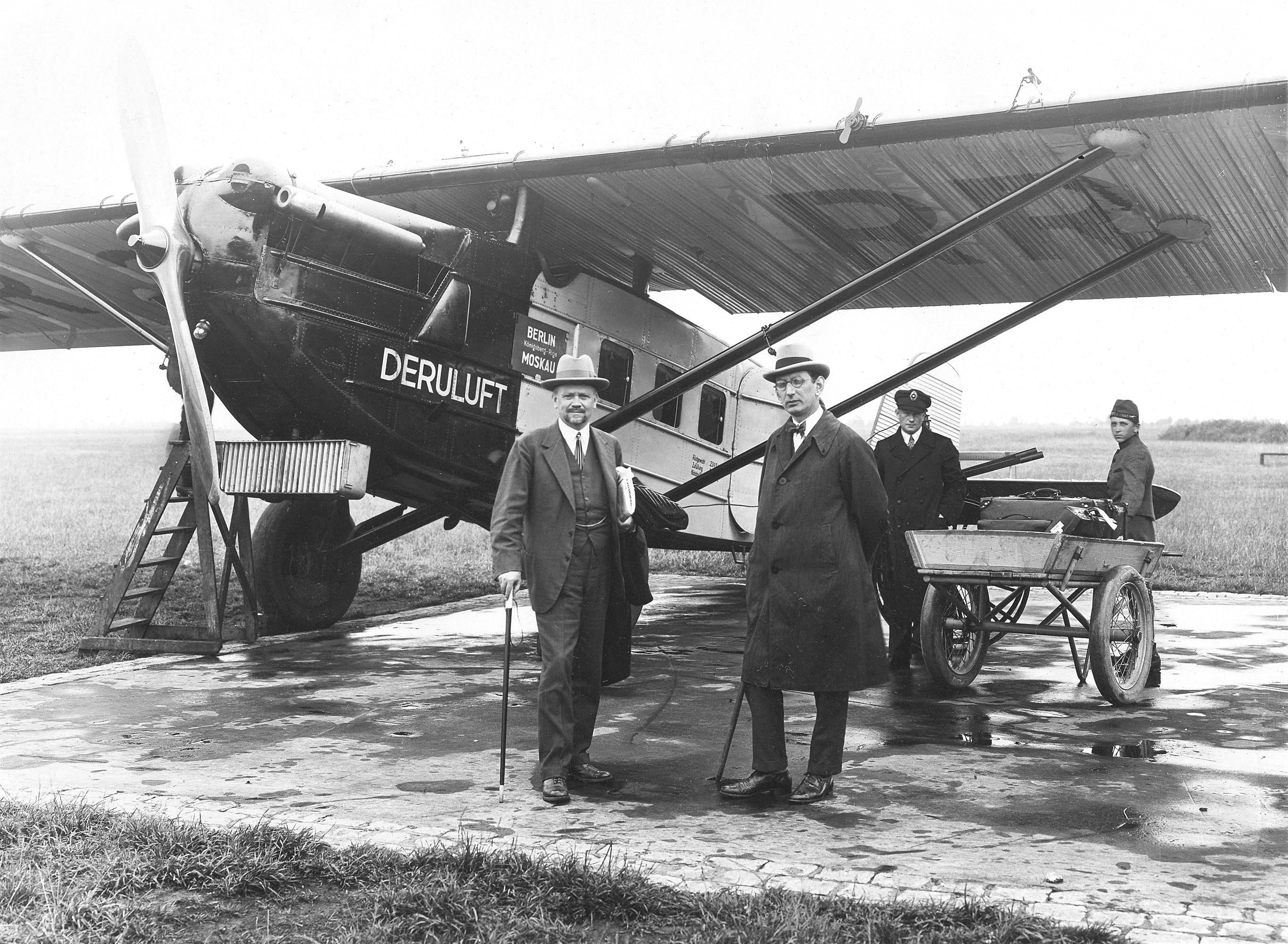
Dornier Merkur della Deruluft fotografato in occasione dell'apertura dell'aerodromo di Szczecin-Dąbie (Stettino) nel 1927. Il secondo da sinistra è l'allora Kommunalråd di Stoccolma Yngve Larsson.

Germania
- Albatros L 58
- Dornier Merkur
- Junkers F 13
- Junkers Ju 52/3m
- Rohrbach Ro VIII

 Paesi Bassi
- Fokker F.II
- Fokker F.III

 Unione Sovietica
- Tupolev ANT-9